# Relations entre le Bangladesh et la Namibie
Les relations entre le Bangladesh et la Namibie sont les relations bilatérales de la république populaire du Bangladesh et de la république de Namibie. Ces pays entretiennent des relations amicales et s'efforcent de les renforcer encore,.

## Développement social
Le Bangladesh et la Namibie ont montré leur intérêt à coopérer pour le développement social des deux pays. Le Bangladesh a exprimé son intention d'aider la Namibie à lutter contre divers risques sanitaires, dont le VIH/SIDA, en utilisant sa technologie pharmaceutique. Le président Zillur Rahman a exhorté le gouvernement namibien à recruter des professionnels qualifiés, notamment des médecins et des ingénieurs, du Bangladesh pour accélérer son processus de développement socio-économique. Il a fait cette observation lorsque le nouveau haut-commissaire de Namibie, Marten Nenkete Kapewasha, lui a présenté ses lettres de créance à Bangabhaban, dans la ville de Dacca.
Lors de la rencontre, le président a également déclaré que la Namibie pourrait recruter des professionnels qualifiés, notamment des médecins et des ingénieurs bangladais, qui peuvent contribuer grandement à son processus de développement socio-économique. Il a également exhorté les hommes d'affaires namibiens à importer du Bangladesh des vêtements prêts à porter, du jute, du textile, du cuir et des produits pharmaceutiques, compte tenu de la qualité standard mondiale et des prix compétitifs de son pays. Le président a souhaité que, comme les années précédentes, le Bangladesh et la Namibie travaillent ensemble dans différents forums internationaux pour leur intérêt mutuel et aussi pour établir la paix mondiale.

## Coopération économique
Le Bangladesh et la Namibie souhaitent développer les activités économiques entre eux, chacun prenant les mesures nécessaires à cet égard. Les articles en jute, l'une des matières que le Bangladesh exporte le plus, les articles en cuir, les céramiques et les produits pharmaceutiques du Bangladesh ont été identifiés comme des produits potentiels sur le marché namibien.